# Paretroplus kieneri
Paretroplus kieneri é uma espécie de peixe da família Cichlidae.
É endémica de Madagáscar.
Os seus habitats naturais são: rios e lagos de água doce. 
Está ameaçada por perda de habitat. 